# Кераміка раку

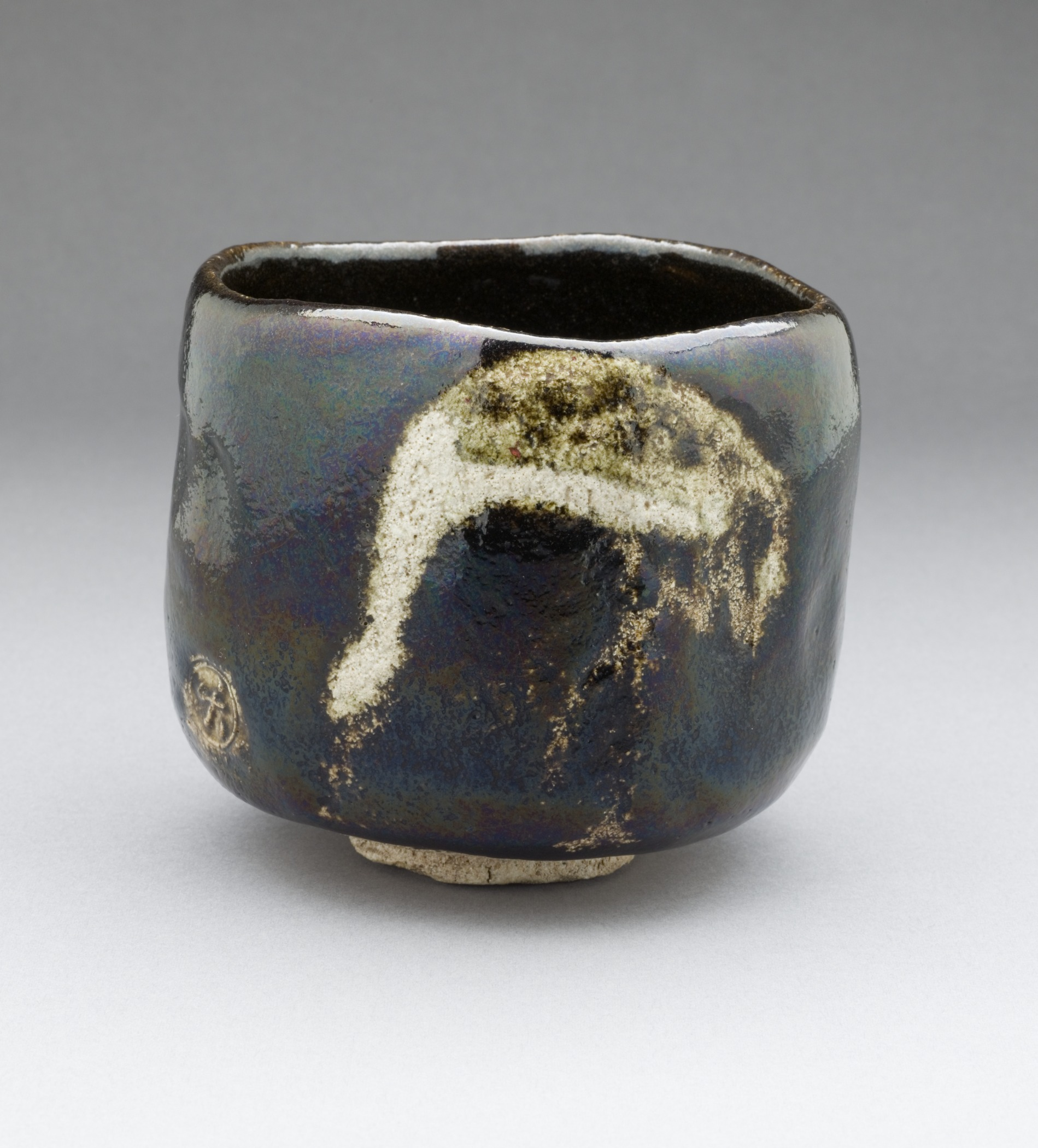
Чашка чаван з журавлем роботи Рионю IX (1756-1834)

Кераміка раку (яп. 楽焼) — традиційний японський череп'яний посуд, вироблений вручну, покритий свинцевими поливами. Це переважно чашки чаван, що використовуються для чайної церемонії. Раку цілком відповідає принципу вабі і виражає собою намагання досягнути краси умисним спотворенням форми.

## Історія
Стиль кераміки розвинувся у 16 ст в Кіото гончарем Тьодзіро. Кераміст відмовився від гончарного круга і ліпив форми вручну, пізнавши з нового боку якості і можливості матеріалу. Його двоколірний лев, чорні чаван "Omokage" і "Mukiguri" належать до національної культурної спадщини Японії. Тьодзіро підтримував відомий майстер чайних церемоній Сен-но Рікю.

## Технологія
Форма раку проста: широка пряма чаша на вузькій основі. Кожен виріб має індивідуальні відмінності, оскільки формується вручну, а не на гончарному колесі. Переважають кольори темно-коричневі, світло-вохряні, колір сіна, зелений та кремовий.
Цікавий спосіб випалу та глазурування раку — виріб вкладають різко у палаючу піч так, що кераміка піддається великому стресу. Це створює непередбаченні ефекти на поливі та самій кераміці, що високо цінується у естетиці раку.

## Галерея

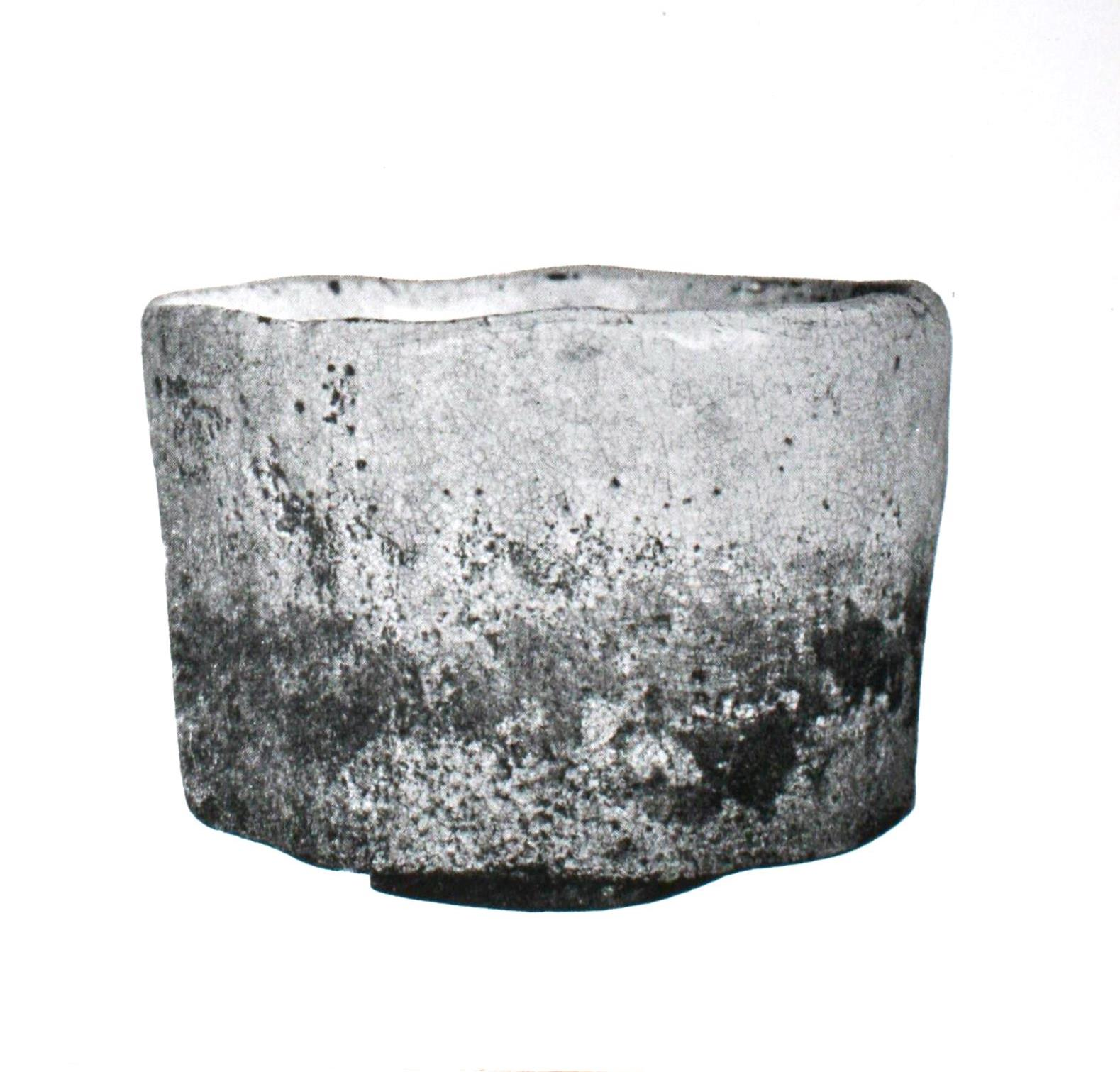
Біла чашка раку гончара Хонамі Коетсу 17 ст
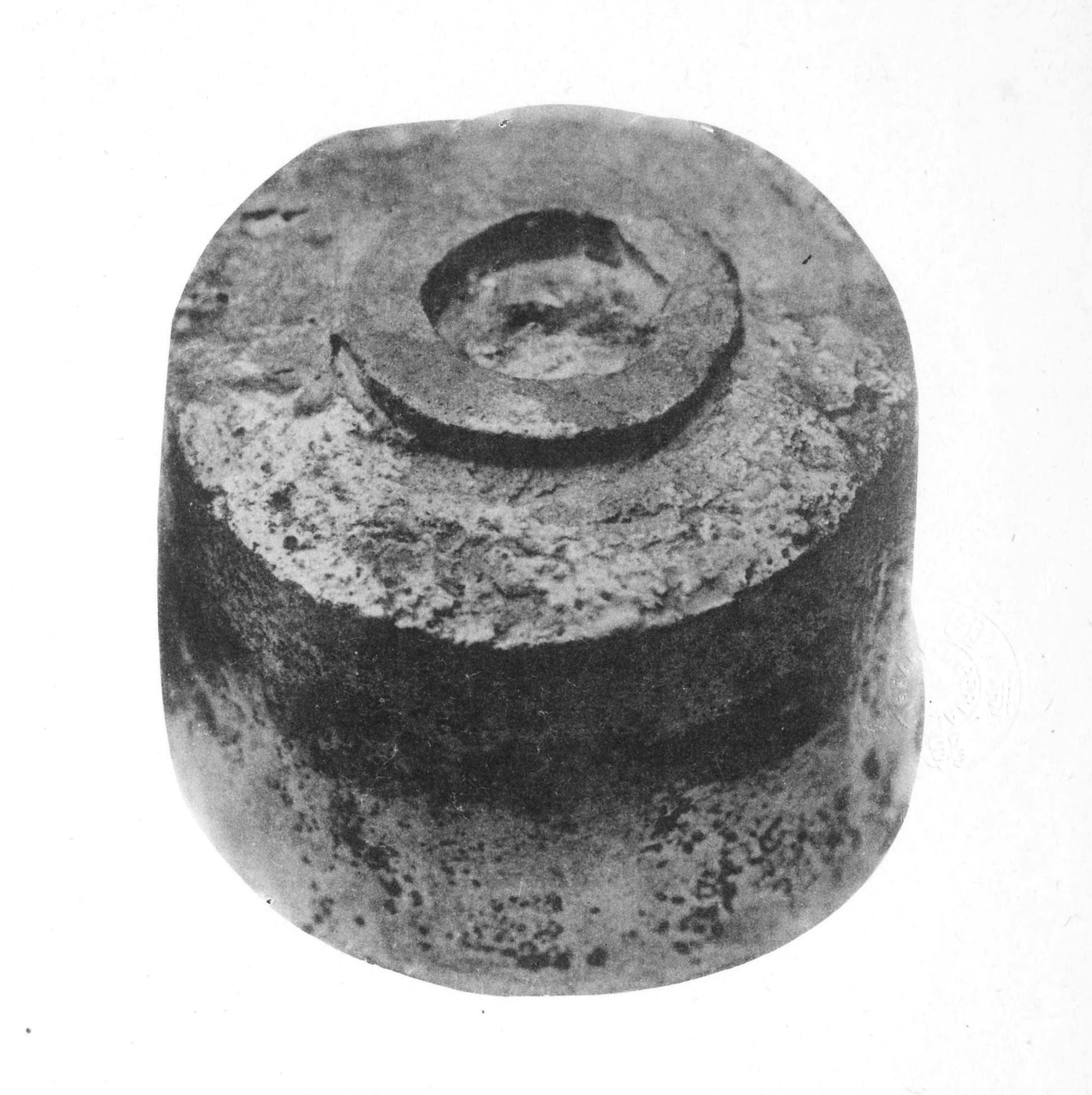
Чашка з кришкою гончара Хонамі Коетсу 17 ст
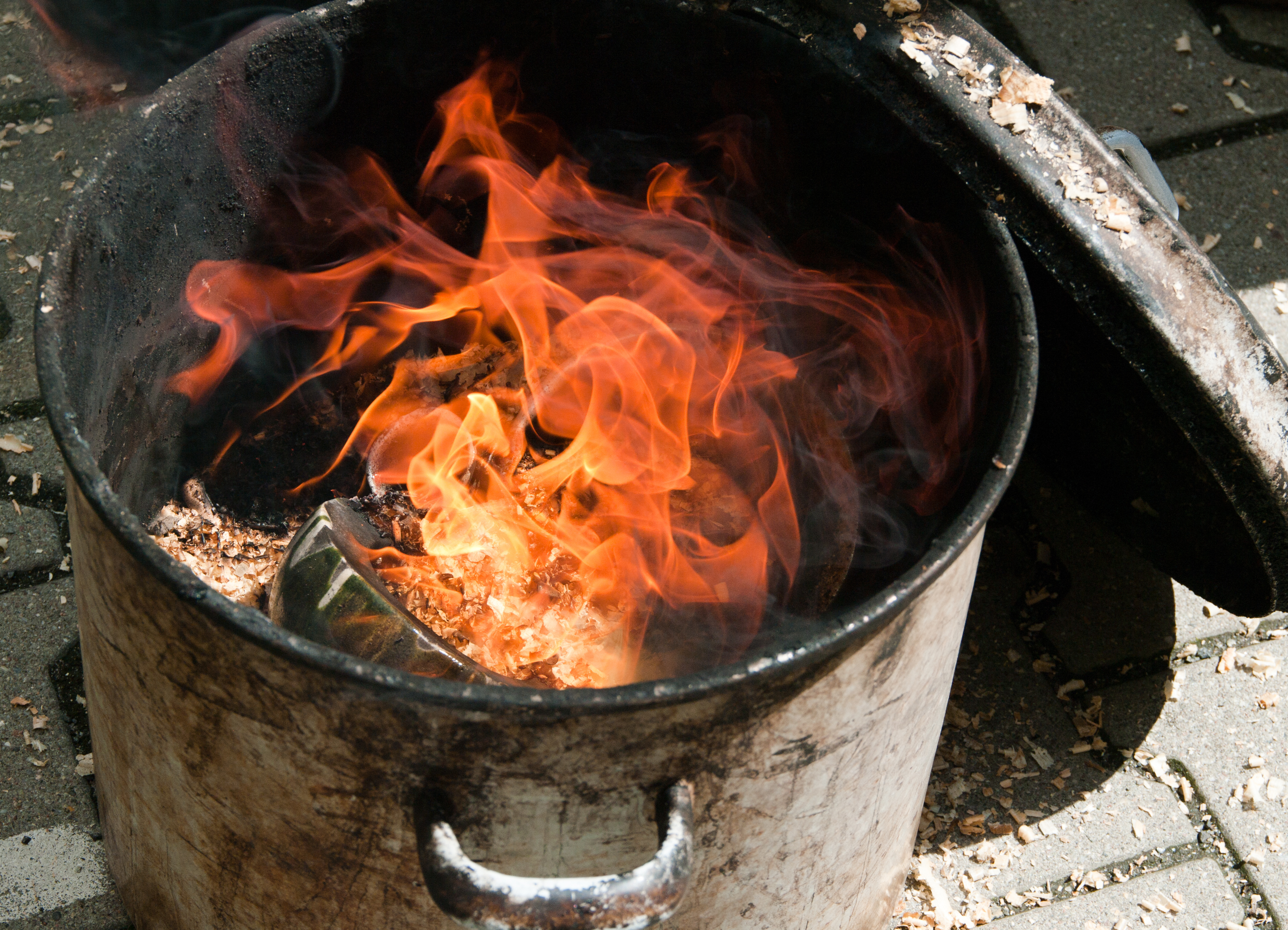
Випалювання раку
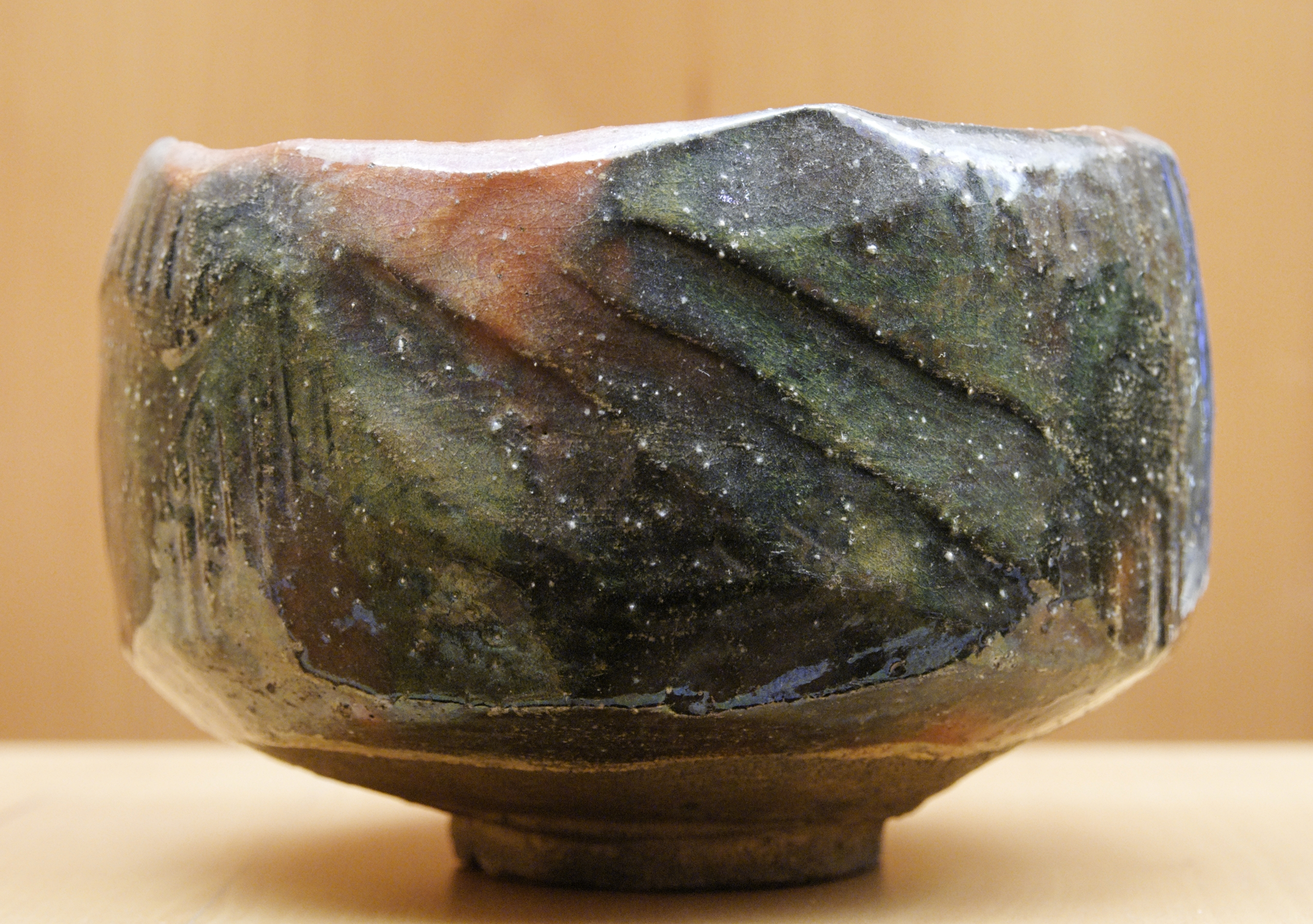
Чашка чаван роботи Рионю IX (1756-1834)
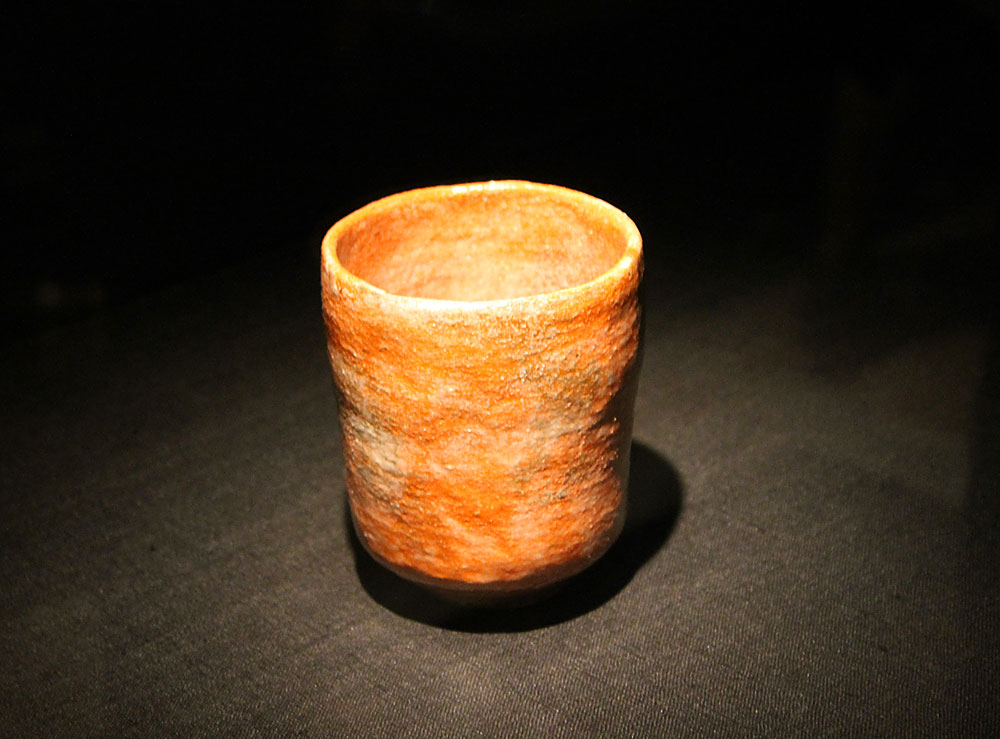
Червона чашка